# Empfertshausen
Empfertshausen es un municipio situado en el distrito de Wartburg, en el estado federado de Turingia (Alemania), a una altitud de 460 metros. Su población a finales de 2016 era de unos 560 habitantes y su densidad poblacional, 110 hab/km².
Se encuentra ubicado cerca de la ciudad de Eisenach y de la frontera con el estado de Hesse.